# Bracebridgia fissifera
Bracebridgia fissifera är en mossdjursart som beskrevs av Ferdinand Canu och Ray Smith Bassler 1929. Bracebridgia fissifera ingår i släktet Bracebridgia och familjen Adeonidae. Inga underarter finns listade i Catalogue of Life.